# FC Silon Táborsko
El FK MAS Táborsko es un equipo de fútbol de la República Checa que juega en la Druhá liga, la segunda división de fútbol en el país.

## Historia
Fue fundado en el año 1926 en la ciudad de Sezimovo Ústí con el nombre FK Spartak Sezimovo Ústí, nombre que usaron hasta junio del 2011, cuando su dueño Jiří Smrž cedió los derechos al equipo vecino FK Tábor, donde al año siguiente cambiaron su nombre por el que usan actualmente y se mudaron a Tábor.

## Palmarés
- Bohemian Football League: 1

2009/10